# Kam Mickolio
Kameron Kraig Mickolio dit Kam Mickolio, né le 10 mai 1984 à Wolf Point (Montana), est un lanceur droitier de baseball qui joue dans les Ligues majeures de 2008 à 2011. Il s'aligne présentement avec les Hiroshima Toyo Carp de la Ligue Centrale du Japon.

## Biographie

### Orioles de Baltimore
Après des études secondaires à la Bozeman High School de Bozeman (Montana) aux États-Unis, Kam Mickolio suit des études supérieures au Utah Valley State College et au College of Eastern Utah.
Mickolio est drafté le 6 juin 2006 par les Mariners de Seattle. Encore joueur de Ligues mineures, il est échangé aux Orioles de Baltimore le 8 février 2008 à l'occasion d'un échange impliquant plusieurs joueurs contre Erik Bedard.
Il débute en Ligue majeure le 20 août 2008.

### Diamondbacks de l'Arizona
Le 6 décembre 2010, Mickolio et le lanceur David Hernandez sont échangés aux Diamondbacks de l'Arizona en retour du troisième but Mark Reynolds. Mickolio présente une moyenne de points mérités de 6,75 en six manches et deux tiers lancées en six matchs pour les Diamondbacks en 2011. 

### Japon
Après son séjour en Arizona, Mickolio rejoint les Hiroshima Toyo Carp au Japon.

## Statistiques
| Saison | Équipe    | G  | GS | CG | SHO | V | D | SV | IP   | SO | ERA  |
| ------ | --------- | -- | -- | -- | --- | - | - | -- | ---- | -- | ---- |
| 2008   | Baltimore | 9  | 0  | 0  | 0   | 0 | 1 | 0  | 7.2  | 8  | 5,87 |
| 2009   | Baltimore | 11 | 0  | 0  | 0   | 0 | 2 | 0  | 13.2 | 14 | 2,63 |
| 2010   | Baltimore | 3  | 0  | 0  | 0   | 0 | 0 | 0  | 3.2  | 4  | 7,36 |
| Totaux | Totaux    | 23 | 0  | 0  | 0   | 0 | 3 | 0  | 25.0 | 26 | 4,32 |

Note: G = Matches joués ; GS = Matches comme lanceur partant ; CG = Matches complets ; SHO = Blanchissages ; 
V = Victoires ; D = Défaites ; SV = Sauvetages ; IP = Manches lancées ; SO = retraits sur des prises ; ERA = Moyenne de points mérités.